# Український державний центр радіочастот
Державне підприємство «Український державний центр радіочастот» (УДЦР, UCRF) — здійснює свою діяльність згідно  Закону України "Про електронні комунікації". Перебуває у сфері управління регуляторного органу - Національної комісії, що здійснює державне регулювання у сферах електронних комунікацій, радіочастотного спектра та надання послуг поштового зв’язку

## Мета і повноваження
Метою діяльності підприємства є
- забезпечення ефективного користування радіочастотним ресурсом України в інтересах усіх категорій та груп користувачів,
- створення умов для впровадження та розвитку електронних комунікацій з використанням радіочастотного ресурсу,
- забезпечення електромагнітної сумісності радіообладнання (РО) будь-якого призначення, що експлуатуються у смугах частот загального користування, та з РО спеціального призначення.

УДЦР, у відповідності до статті 45 Закону України «Про електронні комунікації», має право здійснювати такі види діяльності: 
- присвоювати радіочастоти, призначати позивні сигнали радіоелектронним засобам у смугах радіочастот загального користування;

- вести реєстр присвоєнь радіочастот;
- реєструвати присвоєння радіочастот РО України у Міжнародному союзі електрозв'язку
- координувати присвоєння радіочастот РО України й інших країн у прикордонних зонах (при наявності доручень);
- готувати висновки щодо можливості та умов видачі ліцензій на користування радіочастотним ресурсом України;
- видавати дозволи на експлуатацію, ввезення з-за кордону і реалізацію РО та випромінювальних пристроїв;[1]
- здійснювати радіочастотний моніторинг використання радіочастотного ресурсу України в смугах радіочастот загального користування;
- здійснювати технічну експертизу на відповідність параметрам електромагнітної сумісності і вимогам державних стандартів РО, високочастотних пристроїв, об'єктів і споруд зв'язку перед їхнім впровадженням;
- проводити роботи з підтвердження відповідності (в тому числі із сертифікації), а також сертифікаційні випробування, приймальні випробування РО і випромінювальних пристроїв на місці експлуатації;
- проводити науково-експериментальні дослідження з питань використання радіочастотного ресурсу України;
- здійснювати підготовку, перепідготовку та підвищення кваліфікації вітчизняних та іноземних фахівців;
- організовувати та проводити міжнародні конференції, семінари, виставки тощо з питань управління радіочастотним ресурсом;
- здійснювати редакційно-видавничу діяльність;
- надавати інформаційні та консультаційні послуги.

Для здійснення своїх повноважень УДЦР проводить:
- експертизу електромагнітної сумісності (добором частот).
- нагляд за технічними характеристиками випромінювання та забезпеченням електромагнітної сумісності РО і ВП.
- реєстрацію РО та ВП.
- вимірювання параметрів електронних комунікаційних мереж;
- вимірювання параметрів та обчислення показників якості електронних комунікаційних послуг;
- моніторинг якості електронних комунікаційних послуг;
- науково-технічне забезпечення системи управління радіочастотним ресурсом (щодо науково-методичних матеріалів, впровадження новітніх та використання існуючих технологій і стандартів);
- технічну експертизу технічних завдань і технічних умов на розроблення, модернізацію, виробництво всіх видів РО і ВП;
- технічну експертизу нормативно-технічної (стандартів, інших нормативних документів) та нормативно-методичної (методик, методичних рекомендацій тощо) документації в галузі радіо- та електрозв'язку;
- експертну роботу, надання консультацій та довідкових матеріалів.

## Історія

### Ранній період
Центр «Укрчастотнагляд» бере свій початок від Київського пункту технічного радіоконтролю (ПТРК), який було створено у 1934 в селищі Борова Фастівського району Київської області у складі двох працівників. У 1934 році, коли м. Київ став столицею УРСР, за 46 км від Києва в селищі Борова Фастівського району Київської області було вибрано майданчик - шість сотих гектара землі, де і знаходилося господарство ПТРК, функції якого полягали у контролі засобів радіозв'язку та радіомовлення по виконанню правил входження в радіозв'язок, радіообміну, вимірювання електромагнітних полів. З Українського центру технічного радіоконтролю поїздом була доставлена апаратура: приймачі, радіокомпаратор, фотописець з часовим механізмом та інша апаратура. Силами співробітників були побудовані акумуляторна підстанція та обладнано антенне господарство.
Під час німецько-радянської війни матеріально-технічна база Київського ПТРК була повністю зруйнована. У 1944 селище Борова було звільнене від німецької окупації, відновлений після війни пункт техрадіоконтролю увійшов до складу Київської дирекції радіозв'язку і радіомовлення Міністерства зв'язку УРСР. З дирекції доставили радіоапаратуру для техрадіоконтролю. Через відсутність електроенергії у селищі на пункті заново була побудована акумуляторна підстанція, оскільки електроживлення радіоапаратури здійснювалось від джерела постійного струму. Спочатку було оснащено тільки робоче місце з контролю за радіомовленням. Контроль здійснювався на такій апаратурі: приймачі «Телефункен», компаратор «Марконі» та самописці. Через відсутність антенного господарства щоглами слугували дерева. У 1945 році почали вести контроль радіостанцій зв'язку (входження в зв'язок та стілкування в ефірі).
У 1950—1951, за рекомендацією Міністерства зв'язку СРСР, було обране нове місце розташування Київського ПТРК у м. Києві, на 15 км Брест-Литовського проспекту (нині — проспект Берестейський) м. Києва. Питання про переміщення Київського ПТРК з селища Борова виникло у зв'язку з відсутністю електроенергії у селищі, а існуюча база енергопостачання не забезпечувала в повній мірі роботу апаратури, що знаходилася на пункті.
В грудні 1951 року пункт радіоконтролю почав свою роботу у Києві. Було змонтовано чотири робочих місця — контроль радіомовлення, радіозв'язку, заміри напруги поля і записи на стрічку, контроль телебачення. Апаратура для контролю була отримана з Центру техрадіоконтролю та, частково, Київської дирекції радіозв'язку та радіомовлення. Це приймачі ПРВ, «Телефункен», «АШЕРО», «АЕР», 88LF; компаратор «МАРКОНІ»; вимірювачі стабільності частоти «ПІЧ» і «ПІЧ-2»; телевізори КВН, Т-2 (Ленінград), СКУ-2 (стійка вимірювальна). Згідно з постановою Ради Міністрів СРСР від 16.03.1951 року № 829 «Про заходи щодо захисту радіо приймання від індустріальних перешкод» було створено Державну радіоінспекцію, до складу якої було включено відділ по боротьбі з радіоперешкодами, утворені технічні бригади, які виконували функції радіоконтрольних пунктів (РКП) на підставі наказу Міністерства зв'язку СРСР № 367 від 11.04.1957 року.

### Державна інспекція електрозв'язку
В 1959 році Державна радіоінспекція змінила назву на Державну інспекцію електрозв'язку (ДІЕ) та були утворені служби контролю радіоперешкод.
В 1961 році Міжвідомча комісія з радіочастот при Міністерстві зв'язку СРСР затвердила Норми стабільності частоти та на побічні випромінювання. Наказом Міністерства зв'язку УРСР з 1 січня 1961 р. Київський ПТРК було виведено зі складу Київської дирекції радіозв'язку та радіомовлення та реорганізовано в Київську станцію технічного радіоконтролю (КСТР), яка була підпорядкована безпосередньо Міністерству зв'язку УРСР. У вересні 1965 року було надано статус республіканської (РСТРК).
З 01.01.1962 року станції технічного радіоконтролю почали проводити контроль за стабільністю радіочастот передавачів та інших параметрів електромагнітної сумісності на відповідність діючим нормам. В 1963 році вперше були опубліковані загальносоюзні норми допустимих радіоперешкод, таким чином була закладена правова та нормативна база з питань роботи радіоелектронних засобів та експлуатації високовольтних ЛЕП, засобів випромінювання індустріальних перешкод, виробництва електроприладів тощо.
У 1984 р. для РСТРК було збудовано новий корпус та антенно-фідерні поля.

### УРЦ ЕМС РЕЗ
За рішенням Міністерства зв'язку УРСР з 1 січня 1988 р. створено Київський центр електромагнітної сумісності радіоелектронних засобів (КЦЕМС РЕЗ), до складу якого увійшли РСТРК і ДІЕ України, реорганізований з 15 грудня 1990 року в Український республіканський центр електромагнітної сумісності радіоелектронних засобів (УРЦ ЕМС РЕЗ).
Із 1 жовтня 1995 р. регіональні Державні інспекції електрозв'язку виключено зі складу обласних виробничо-технічних управлінь зв'язку і включено до складу УРЦ ЕМС РЕЗ.

### Укрчастотнагляд
15 жовтня 1996 року, згідно з наказом Міністерства зв'язку України № 216 від 09.10.96 р., Український республіканський центр електромагнітної сумісності радіоелектронних засобів реорганізовано в Державне підприємство «Український державний центр радіочастот та нагляду за зв'язком» (Центр «Укрчастотнагляд»).
Постановою Кабінету Міністрів України від 19.03.1997 р. № 239 Український державний центр радіочастот та нагляду за зв'язком визначено спеціальним органом, який здійснює повноваження присвоєння радіочастот, позивних сигналів, оформлення відповідних дозволів на виготовлення, реалізацію (продаж), використання радіоелектронних засобів на території України, а також ввезення їх з-за кордону та державного нагляду за їх роботою у смугах радіочастот загального користування в частині загальних користувачів. Ці повноваження закріплено Указом Президента України «Про внесення доповнення до Положення про Державний комітет зв'язку і інформатизації України» від 2 жовтня 1999 року № 1273/99, згідно з яким Державна інспекція електрозв'язку Адміністрації зв'язку України та її регіональні підрозділи перебувають у складі Українського державного центру радіочастот та нагляду за зв'язком.
Прийнятим 1 липня 2000 року Законом України про радіочастотний ресурс визначено роль і місце Центру «Укрчастотнагляд» в системі Адміністрації зв'язку та радіочастот України. Стаття 7 згаданого Закону визначає повноваження Центру «Укрчастотнагляд».
Влітку 2000 р. введено в експлуатацію новий адміністративно-технічний корпус площею 3680 кв.м.
На теперішній час Центр «Укрчастотнагляд» окрім адміністративно-технічного корпусу має технічний корпус (колишня будівля РСТРК) та будівлю вимірювальної лабораторії (колишня будівля ПТРК) за адресою пр. Перемоги, 15 км.
За дорученням Адміністрації зв'язку та радіочастот України Центр «Укрчастотнагляд» бере участь в роботі Міжнародного союзу електрозв'язку (МСЕ), членом якого Україна є з 1947 року.
За роки незалежності України Центром «Укрчастотнагляд» скоординовано понад 7 тис. частотних присвоєнь РЕЗ України та закордонних держав. З 1994 року проведено 27 координаційних зустрічей і переговорів, на яких були підписані 29 протоколів.

### Сучасна назва
У 2004 році згідно з положеннями законів України «Про телекомунікації», «Про радіочастотний ресурс України» та відповідно до наказу Держкомзв'язку України від 17.03.2004 року № 49 підприємство перейменовано в Державне підприємство «Український державний центр радіочастот» (УДЦР).
У липні 2005 року Кабінет Міністрів України передав УДЦР із сфери управління Міністерства транспорту та зв‘язку України до сфери управління Національної комісії з питань регулювання зв'язку (НКРЗ).
УДЦР побудовано Єдину автоматизовану систему радіочастотного моніторингу; впроваджено програмно-технічний комплекс для автоматизації робочих місць з планування частотоприсвоєнь для окремих видів радіозв‘язку; створено Випробувальний центр та Орган сертифікації техніки зв'язку (ОС «Укрчастотнагляд»), які діють в Системі УкрСЕПРО).
Для забезпечення успішного нарощування виробничих потужностей підприємства, впровадження новітніх технологій та успішного функціонування підрозділів в УДЦР було проведено реконструкцію будівель, побудовано новий гараж, центральну прохідну з громадською приймальнею. Упорядковано територію Центру, створено парк та зону відпочинку. Побудовано стадіон.
З метою створення умов, що гарантують належну якість послуг, які підприємство надає різним категоріям споживачів, УДЦР проводить заходи з впровадження системи управління якістю та сертифікація технологічних процесів відповідно до вимог міжнародного стандарту ISO 9001-2001.

## Центр з сертифікації
Центр з сертифікації УДЦР (ЦС УДЦР) створений у 2007. Станом на лютий 2017 Центр має суперсучасну матеріально-технічну базу й високопрофесійний персонал. Низка випробувань технічних засобів в частині вимірювань радіопараметрів, EMC, SAR, стійкості до впливу зовнішніх факторів, що проводяться ЦС УДЦР, є унікальними для України.
Центр є єдиною в Україні державною установою, яка здатна в рамках оцінки відповідності продукції провести комплексні випробування радіоелектронних засобів призначених для експорту до країн ЄС. У 2016 році Центром проведені комплексні випробування низки продуктів національного виробника та іноземного виробника. За результатами робіт, нотифікований орган з оцінки відповідності TÜV SÜD BABT (Велика Британія), визнавши протоколи випробувань, як доказ відповідності продукції Директивам ЄС, видав Замовникам європейські сертифікати.
У 2016 ЦС проводив випробування продукції більше сотні виробників РО та ВП. 8 лютого 2017 начальник Центру з сертифікації УДЦР Олександр Лисенко вручив замовнику 10-ти тисячний протокол випробувань продукції.

## Міжнародна діяльність
Значним кроком у поглибленні участі підприємства в роботі міжнародних організацій стало набуття УДЦР членства у Секторі радіозв'язку МСЕ, роль якого полягає в здійсненні глобального управління користуванням радіочастотного спектра та орбіт супутників. Завдяки цьому УДЦР було включено до Глобальної директорії МСЕ. Тепер фахівці УДЦР мають доступ в режимі он-лайн до всіх робочих документів Бюро радіозв'язку МСЕ.
Фахівці УДЦР беруть активну участь у діяльності робочих груп та комісій МСЕ (Міжнародного союзу електрозв‘язку), СЕПТ (Європейської конференції адміністрацій пошти та зв‘язку) та РСЗ (Регіональної співдружності у галузі зв‘язку) з частотного менеджменту, технологій спектру, регуляторних питань, нумерації, присвоєння імен та адрес. Представники УДЦР входять до складу делегації Адміністрації зв'язку України на Всесвітній та Регіональній конференціях радіозв‘язку, Всесвітньої асамблеї стандартизації електрозв'язку МСЕ.
У листопаді 2008 року УДЦР надано статус повноправного члена Європейського інституту стандартів телекомунікацій (ETSI) — провідної галузевої організації у сфері стандартизації. УДЦР отримано доступ в режимі он-лайн до всіх інформаційних ресурсів ETSI, а також право брати участь у роботі технічних комітетів та робочих груп, зокрема, у діяльності Технічного комітету ERM «ЕМС і питання використання радіочастотного спектру».
Щороку УДЦР організовує низку заходів в рамках Проекту МСЕ «Центр майстерності (Centre of Excellence) для країн СНД», який є частиною всесвітньої мережі МСЕ з підвищення кваліфікації в галузі зв'язку. УДЦР визначений
Адміністрацією зв'язку України як координуюча організація стосовно цього проекту МСЕ за програмами «Політика та регулювання телекомунікацій» і «Управління використанням радіочастотного спектра» та є одним з 4-х національних «вузлів» мережі Центру майстерності для країн СНД.

## Відзнаки і нагороди
За вагомий внесок у забезпечення розвитку галузі зв‘язку та становлення інформаційного суспільства, високі виробничі досягнення трудовий колектив Українського державного центру радіочастот у 2007 році нагороджено Почесною грамотою Кабінету Міністрів України, а в 2011 році — Подякою та Відзнакою Прем‘єр-міністра України.
В активі підприємства також Почесна грамота Державного департаменту з питань зв‘язку та інформатизації України (2006 рік) і Подяка Державної податкової адміністрації у м. Києві за високий рівень податкової культури та сумлінне виконання податкових зобов‘язань (2003 і 2004 роки).
Неодноразово відзначався на державному рівні і професіоналізм працівників підприємства. Багатьом присвоєно почесні звання «Заслужений економіст України», «Заслужений працівник сфери послуг України», «Ветеран праці», а також нагороджено почесними грамотами Верховної Ради України, Кабінету Міністрів України, нагрудним знаком «Почесний зв'язківець України», відзнаками, грамотами і подяками органів державного управління та регулювання галузі зв‘язку.

## Ключові особи
- Корсун Володимир Іванович — генеральний директор.
- Чорнуцький Сергій Петрович — виконавчий директор.
- Мирзаков Євген Олександрович — директор з питань радіочастотних присвоєнь.
- Ковальчук Микола Миколайович — директор з радіочастотного моніторингу та питань РЕЗ.
- Татаренко Віра Іванівна - директор з фінансових питань.
- Забрудський Олександр Васильович — директор з адміністративних питань, кандидат економічних наук.
- Лавров Олександр Сергійович — директор з господарсько-ресурсного напрямку.

Колишні керівники
- Резніченко Валентин Михайлович — генеральний директор Державного підприємства «Український державний центр радіочастот» з серпня 2014 по лютий 2015 року.
- Слободянюк Павло Васильович — начальник Державного підприємства «Український державний центр радіочастот» з грудня 2005 по липень 2014 року. Заслужений працівник сфери послуг України (Указ Президента України № 1094/2011 від 1 грудня 2011 року).
- Олійник Володимир Филимонович — начальник Центру «Укрчастотнагляд» — Українського державного центру радіочастот з листопада 2001 до серпня 2005 року. Нагороджений медаллю «За бойові заслуги».